# Heterochelus bimucronatus
Heterochelus bimucronatus är en skalbaggsart som beskrevs av Kulzer 1960. Heterochelus bimucronatus ingår i släktet Heterochelus och familjen Melolonthidae. Utöver nominatformen finns också underarten H. b. unimucronatus.